# Pontis (Alpes da Alta Provença)
Pontis é uma comuna francesa na região administrativa da Provença-Alpes-Costa Azul, no departamento dos Alpes da Alta Provença. Estende-se por uma área de 14,1 km².